# Прапор Екваторіальної Гвінеї
Прапор Екваторіальної Гвінеї — один з офіційних символів держави Екваторіальна Гвінея.
Державний прапор Республіки Екваторіальна Гвінея описаний у статті 4 конституції країни, прийнятої на національному референдумі 17 листопада 1991 року:
|  | Національний прапор має зелений, білий і червоний кольори в трьох горизонтальних смугах рівної ширини і блакитний трикутник у древкового краю. У центрі прапора зображується герб Республіки. Герб Республіки встановлюється законом. |

В гербі Республіки Екваторіальна Гвінея в срібному щиті зображено зелене бавовняне дерево (бомбакс). Над щитом розташовані по дузі кола 6 золотих шестикінечних зірок, що символізують континентальну провінцію та 5 островів, що разом утворюють державу. Під щитом — срібна стрічка з державним девізом «UNIDAD PAZ Y JUSTICIA» (ісп.) («Єдність, мир і справедливість») чорними літерами.
Прапор прийнятий 12 жовтня 1968 року при проголошенні незалежності Республіки Екваторіальна Гвінея.
Кольори мають наступні значення:
- Блакитний колір символізує море (Атлантичний океан).
- Зелений колір символізує рослинність, сільське господарство.
- Білий колір символізує мир.
- Червоний колір уособлює кров, пролиту борцями за незалежність Екваторіальної Гвінеї.